# Steuerung (Dampfmaschine)

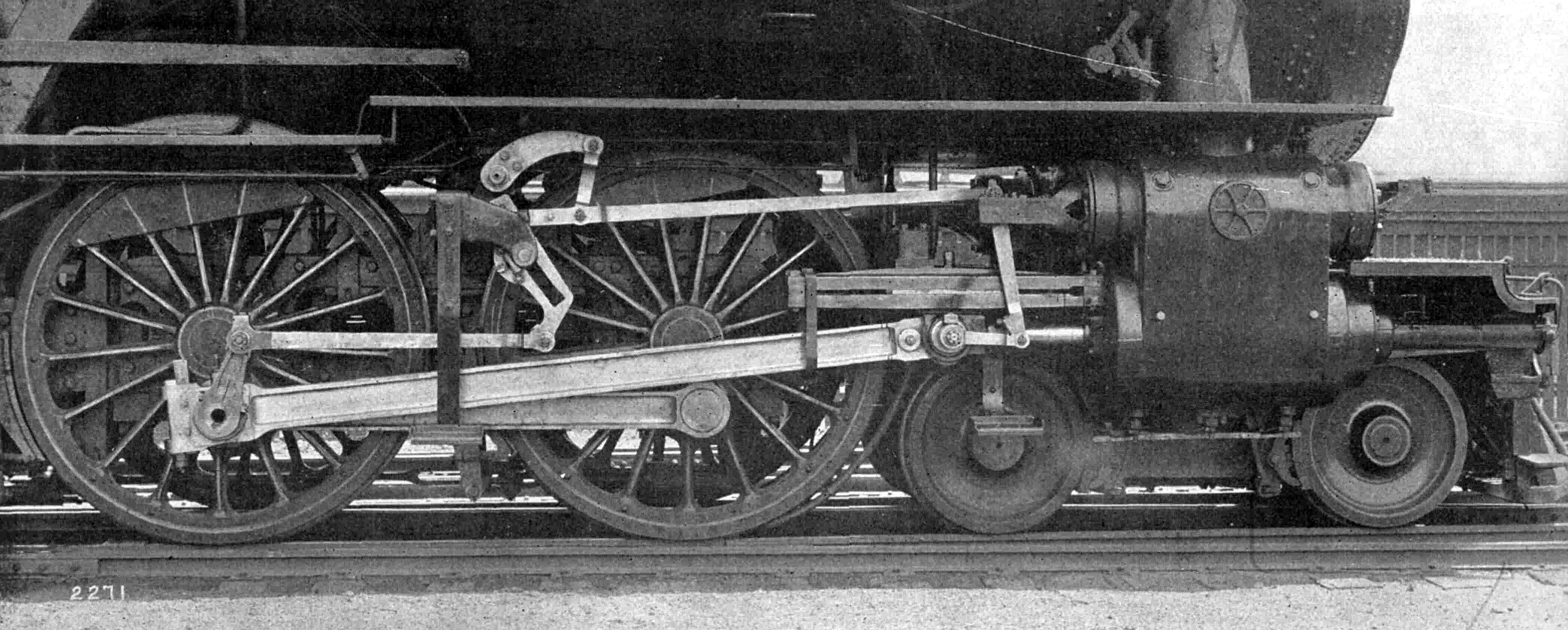
Triebwerk einer Atlantic-Lokomotive (Pennsylvania Railroad E6s) mit Heusinger-Steuerung (engl. ‚Walschaerts gear‘)

Die Dampfmaschinensteuerung, auch kurz Steuerung genannt, ist der Teil einer Kolbendampfmaschine, der das Einströmen des Dampfes in den und das Ausströmen aus dem Zylinder steuert. Durch den mittels Schieber oder Ventil vermittelten Wechsel zwischen Ein- und Ausströmen kann der Dampf im Dampfzylinder Arbeit verrichten und den Kolben hin und her bewegen. Die Steuerung beeinflusst den Lauf und die Bewegungsrichtung der Dampfmaschine durch Öffnen oder Schließen der Schieber. Über das Verstellen der Ventile oder den Überdeckungsgrad der Schieber kann der Fahrer der Maschine die Füllung der Zylinder und die Expansion des Dampfes im Zylinder beeinflussen und so in einem gewissen Grad Leistung und Geschwindigkeit der Dampfmaschine sowie die Wirtschaftlichkeit ihrer Arbeitsweise bestimmen.
Grundsätzlich ist zwischen den Teilen der inneren Steuerung und denjenigen der äußeren Steuerung zu unterscheiden.
Konstruktives Ziel einer Dampfmaschinensteuerung sind außer der Grundfunktion im Interesse eines niedrigen Dampfverbrauches ein schnelles Öffnen und Schließen der Dampfkanäle zum Zylinder, geringe Dampfgeschwindigkeiten und Strömungswiderstände, keine schädlichen Räume sowie niedrige Wärmeverluste des Dampfes bei Durchströmung der inneren Steuerung.

## Allgemeiner Aufbau, Vorbemerkung
Im Folgenden werden im Wesentlichen die Steuerungsbauarten der Dampfmaschinen von Dampflokomotiven beschrieben. Hinsichtlich stationärer Dampfmaschinen sind zum Teil abweichende Baugrundsätze verwirklicht worden.

## Innere Steuerung
Unter innerer Steuerung versteht man diejenigen Bauteile, die unmittelbar mit dem Dampf in Berührung kommen und seine Ein- und Ausströmung in den bzw. aus dem Zylinder beeinflussen.
Zentrales Bauteil der inneren Steuerung ist häufig ein Schieber. Dieser kann als Flachschieber (Muschelschieber) oder als Rundschieber (Kolbenschieber) ausgeführt sein. Der Schieber wird vom dampfdichten Schieberkasten umgeben, der sich zu  Wartungs- und Reparaturzwecken öffnen lässt. Am Schieberkasten sind teilweise Zusatzventile angeflanscht, die zur Inbetriebnahme der Dampfmaschine und ihrem möglichst widerstandsarmen Leerlauf (Druckausgleicher) erforderlich sein können.
Anstelle von Schiebern können aber auch Ventile zum Einsatz gelangen.

### Flachschieber
Der Flachschieber liegt auf einer ebenen Fläche, dem Schieberspiegel auf, in die schlitzförmige Kanäle eingearbeitet sind, durch die der Dampf in den Zylinder und aus diesem wieder zurück gelangt. Die Kanäle werden durch die Schieberbewegung abwechselnd mit der Dampfzufuhr und dem Auspuff verbunden. Der Druck des Frischdampfes lastet von oben auf dem Schieber und drückt diesen dichtend auf den Schieberspiegel. Er kann dadurch nur mit erheblichem Kraftaufwand bewegt werden, was ein wesentlicher Nachteil des Flachschiebers ist. Andererseits liegt er jedoch, vom auf ihm lastenden Druck abgesehen, lose auf dem Schieberspiegel auf und kann sich von der Fläche abheben und so eventuelles Kondenswasser aus dem Zylinder auch bei an sich abgeschlossenen Kanälen ablassen. Letzteres ist ein großer Vorteil des Flachschiebers, da dadurch Schäden an der Dampfmaschine durch Wasserschläge verhindert werden können.

### Kolbenschieber
Bei dem Kolben- oder auch Rundschieber handelt es sich um die zylindrische Ausführung eines Schiebers. Anstelle der ebenen Fläche des Schieberspiegels tritt hier die Wandung der zylindrischen Schieberbuchse, die von den Dampfkanälen durchbrochen ist. Der eigentliche Schieber besteht aus zwei Kolbenkörpern, die je nach Bauart auf einer gemeinsamen Schieberstange fest oder fliegend angeordnet sind. Da der Dampfdruck die Schieberkörper nicht wie beim Flachschieber einseitig-flächig beaufschlagt, sondern auf beide Außenflächen wirkt, lassen sich Kolbenschieber ohne großen Kraftaufwand und unabhängig vom Dampfdruck relativ frei bewegen. Kolbenschiebersysteme können allerdings bei einem Wasserschlag die abgeschlossenen Dampfkanäle nicht wie Flachschieber durch Abheben freigeben und müssen deshalb mit zusätzlichen Armaturen wie Zylindersicherheitsventilen oder Bruchplatten versehen werden.
Der Kolbenschieber ist bei europäischen Dampflokomotiven die meistverbreitete Bauform der inneren Steuerung und in etlichen Bauarten anzutreffen. Man unterscheidet feste Regelkolbenschieber, bei denen der Druckausgleich für den Leerlauf der Dampfmaschine durch externe Ventile ermöglicht wird, von kombinierten Druckausgleich-Kolbenschiebern. Die davon bekanntesten Bauarten sind der Karl-Schultz-Schieber (Nicolai-Kolbenschieber), der Müller-Schieber und der Trofimoff-Schieber.

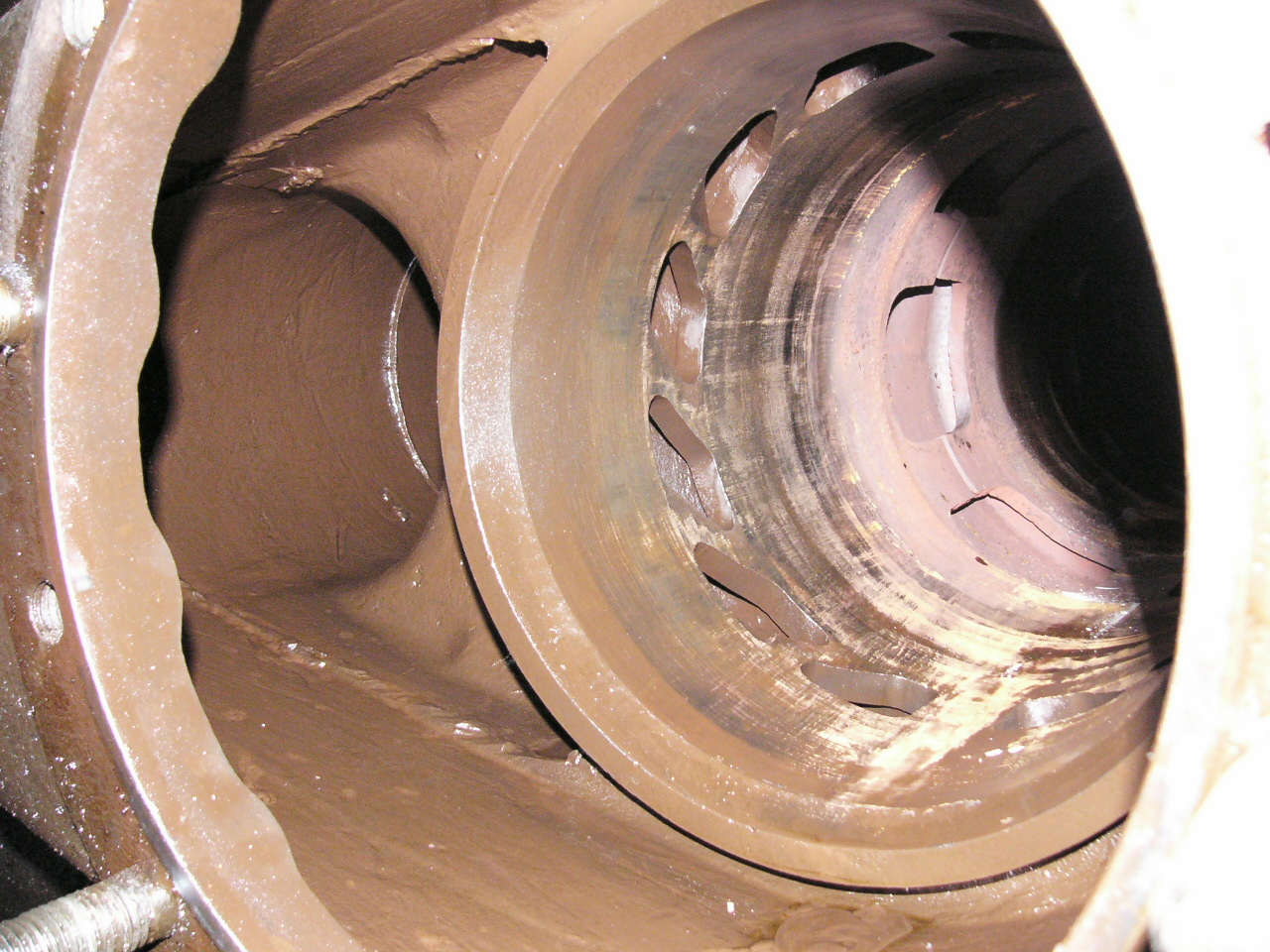
Geteilte Schieberbuchse mit mehreren Dampfkanälen für die Einströmung und einem Ausströmkanal (links) an einer Dampflokomotive
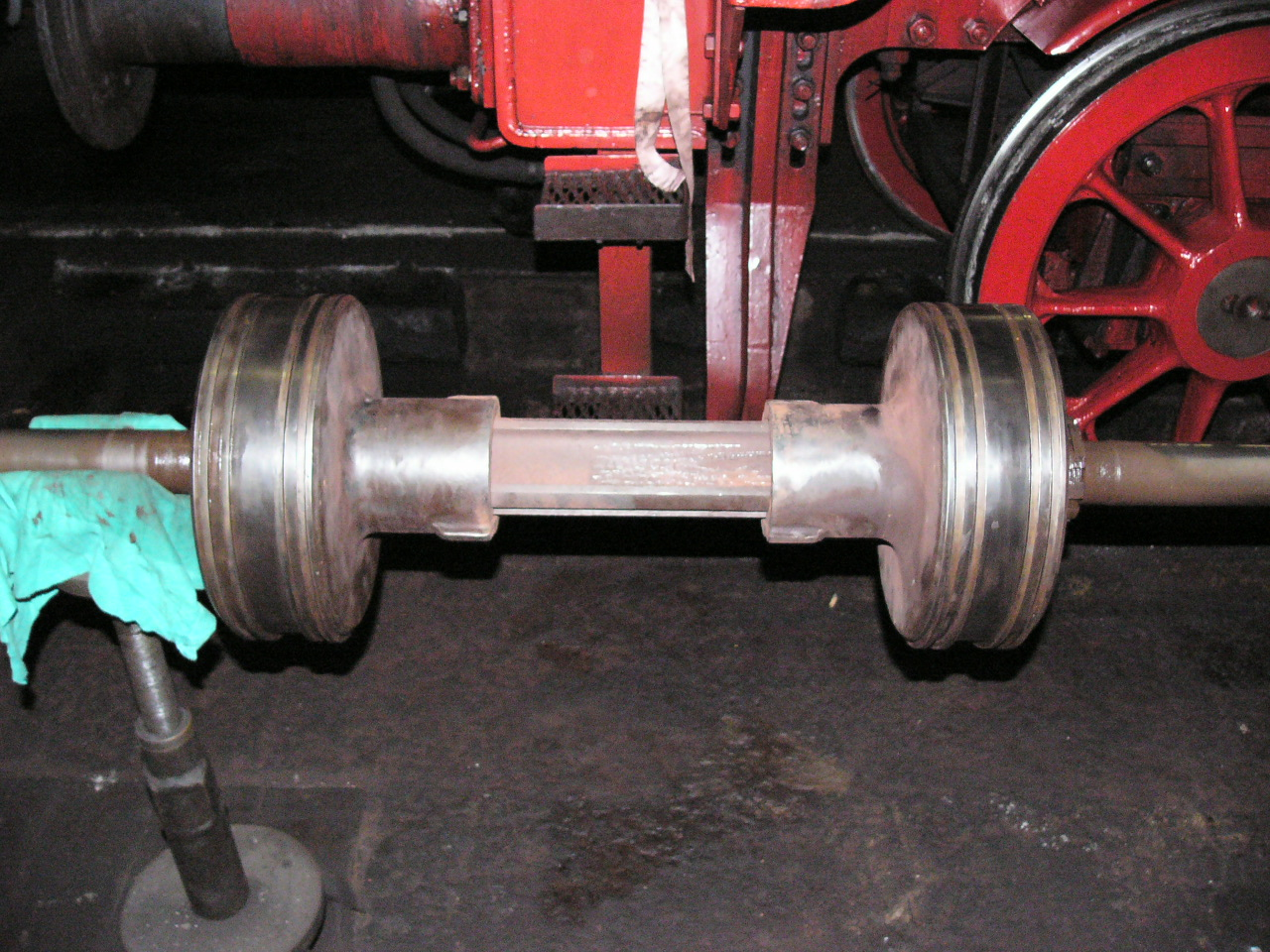
Trofimoff-Schieber als Beispiel für einen Kolbenschieber. Der abgebildete Schieber hat einen Durchmesser von 300 mm. Die jeweils vier Kolbenringe der Schieberkörper sind gut zu sehen.

### Ventilsteuerung

#### Besonderheiten der Ventilsteuerung
Anstelle der relativ schweren Flach- oder Rundschieber können auch kleinere und leichtere Ventile, ähnlich denen in Verbrennungsmotoren zur Steuerung des Dampfein- und -austritts verwendet werden. Bekannt sind insbesondere die Lentz-Steuerung sowie die Caprotti-Steuerung. Die Ventilbetätigung kann sowohl durch hin- und hergehende Nockenstangen als auch durch oszillierende oder rotierende Nockenwellen erfolgen.
Während leichte Tellerventile gegen den Dampfdruck öffnen müssen, sind Doppelsitzventile (Rohrventile) und Kolbenventile druckentlastet. Ventile haben gegenüber Schiebersteuerungen den Vorteil großer Ein- und Auslassquerschnitte, kleiner schädlicher Räume und geringerer Drosselung. Ventilsteuerungen sind jedoch im Vergleich zu Schiebersteuerungen teurer und aufwendiger in der Wartung. Die Einstellung der Steuerung erfordert qualifizierteres Personal als bei Schiebersteuerungen.

#### Lentz-Steuerung
Die Lentz-Steuerung ist benannt nach dem in Südafrika geborenen Entwickler, dem Ingenieur Hugo Lentz, dessen Namen sich ursprünglich ohne t als Hugo Lenz schrieb.

##### Lentz-Steuerung mit stehenden Ventilen und Ventilbetätigung über Nockenstangen

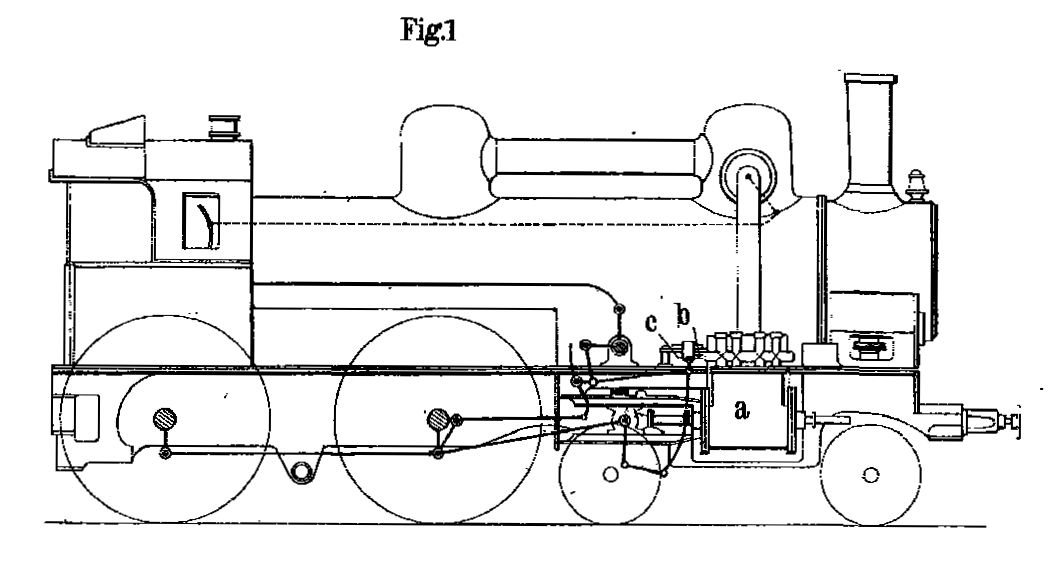
Zeichnung aus dem

Bei den ersten Varianten der Lentz-Ventilsteuerung, die 1904 zur Patentierung angemeldet wurde, sind oberhalb des Dampfzylinders vier Ventile in Reihe stehend angeordnet. Die beiden äußeren Ventile dienen dem Dampfaustritt, die beiden inneren dem Dampfeintritt. Eine Ausnahme bildete die Oldenburgische S 10, eine 1'C1'-Schnellzuglokomotive, bei der die Anordnung umgekehrt war. Die Ventile sind als Doppelsitzventile aus Flussstahl ausgeführt. Auf dem hohlgebohrten Ventilschaft ist der Ventilbetätigungskopf aufgeschraubt. Durch diesen wird die Nockenstange mit den die Ventile betätigenden Hubkurven hindurchgeführt; der federdruckbelastete Ventilkopf wälzt sich über gehärtete Rollen auf der hin- und hergehenden Nockenstange ab. Die Bewegung der Nockenstange parallel zum Kolben wird durch eine gewöhnliche Dampflokomotivsteuerung nach Heusinger erzeugt, jedoch mit vergrößertem Hub, um ein schnelleres Öffnen der Ventile zu erreichen;  die Steuerung ist daher auch wie eine gewöhnliche Schiebersteuerung zu handhaben.
Wegen der federbelasteten Ventile waren keine besonderen Einrichtungen zum Schutz des Zylinders gegen Wasserschlag erforderlich. Außerdem konnte der Ventilspindelkopf durch eine spezielle Vorrichtung mit Druckluft oder Dampf von der Nockenstange abgehoben werden, so dass die Ventile ständig geöffnet waren und ein besonders leichtgängiger Leerlauf der Lokomotive möglich war. Als Vorteil gegenüber der Kolbenschiebersteuerung wurde auch angesehen, dass der Ventilsitz ohne aufwendige Werkzeugmaschinen nachgeschliffen werden konnte und die zu Undichtigkeiten neigenden Stopfbuchsen der Kolbenschieber entfielen.
Die Steuerung wurde besonders für Heißdampflokomotiven empfohlen, die sich schlecht mit Flachschiebern ausrüsten ließen. Für den Umbau von Lokomotiven auf die Lentz-Ventilsteuerung gründete Lentz die Lentz-Lokomotiv-Umbau AG in Wien.

##### Lentz-Steuerung mit schwingender zentrischer Nockenwelle

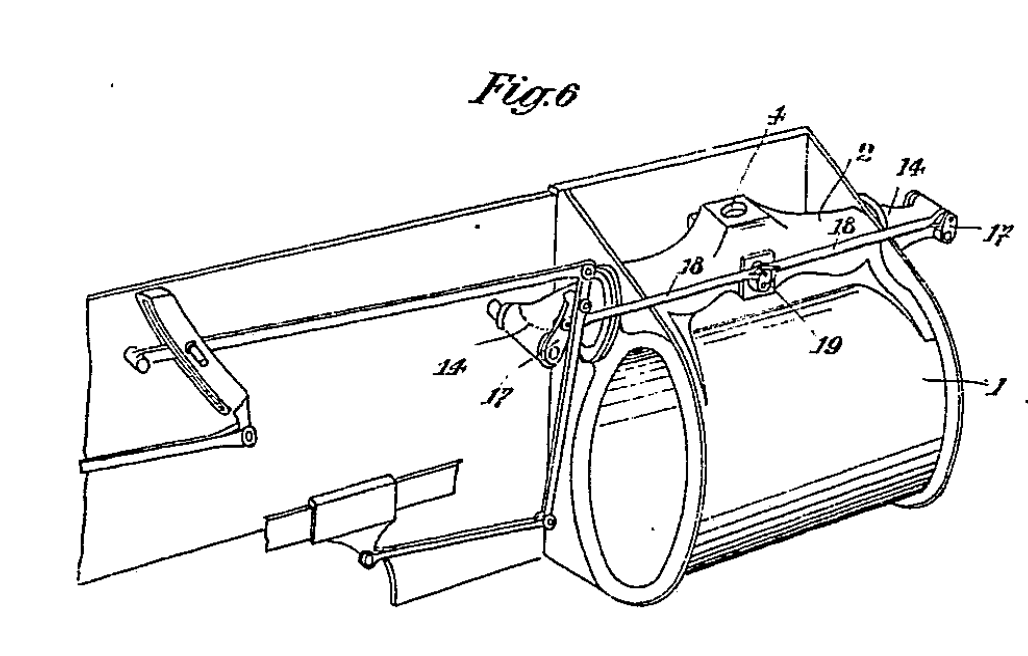
Zeichnung aus dem
, die die Anordnung der Steuerung mit oszillierender Nockenwelle an einem Zylinder einer Dampflokomotive zeigt.

Bei dieser Ausführung der Lentz-Ventilsteuerung werden die Ventile nicht durch eine Nockenstange, sondern durch eine achsparallele, schwingende Nockenwelle betätigt. Die Ventile sind dabei auf dem Dampfzylinder liegend angeordnet. Die Nockenwelle wird von der Treibachse über Stangen und eine Gegenkurbel angetrieben.
Die Lentz-Steuerung mit oszillierend zentrischer Nockenwelle wurde zunächst im stationären Dampfmaschinenbau, später auch bei Heißdampf-Verbund-Lokomobilen der Firma Lanz eingesetzt. Ein erster Einsatz im Lokomotivbau erfolgte in Italien im Jahre 1906. Als Vorteil dieser Bauart wurde vor allem die einfachere Fertigung der rotierender Teile angesehen. Für die Anwendung bei Dampflokomotiven wurden erst 1922 in verschiedenen Ländern Patente erteilt, die neben der gezeigten Ausführung auch eine Version für den Umbau von Kolbenschieberlokomotiven enthielten, bei der die gesamte Ventilsteuerung anstelle des Kolbens in der Schieberkammer angeordnet war.

##### Lentz-Steuerung mit exzentrisch schwingender Nockenwelle
Im Gegensatz zu der oben beschriebenen Nockenwellenbauart der Lentz-Ventilsteuerung schneiden sich bei dieser Ventilspindelachse und Nockenwellenachse nicht, sondern laufen in einem gewissen Abstand, also exzentrisch, aneinander vorbei.

##### Lentz-Steuerung mit rotierender Nockenwelle

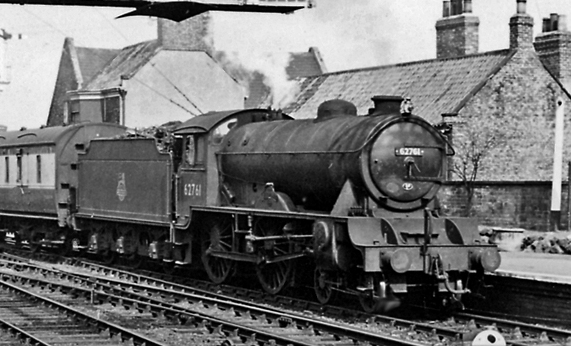
LNER-Klasse D49 mit Lentz-Steuerung mit rotierender Nockenwelle

Im Gegensatz zu den oben beschriebenen Lentz-Steuerungen können bei dieser Steuerung, die erstmals 1928 bei der LNER-Klasse D49 zum Einsatz kam, Einlass und Auslass unabhängig voneinander verstellt werden. Die Nockenwelle ist wie bei der Steuerung mit oszillierend-zentrischer Nockenwelle mittig über den Zylindern angeordnet und führt zwischen den horizontal auf den Zylindern angeordneten Ventilen hindurch. Der Antrieb erfolgt durch eine Gegenkurbel über ein Getriebe und eine Kardanwelle, an deren Ende sich ein Schneckengetriebe befindet, das die Nockenwelle antreibt. Die Nockenwelle hat die gleiche Drehzahl wie die Antriebsräder, dreht sich aber in die entgegengesetzte Richtung. Bei jeder Umdrehung betätigt ein Nocken einmal das Ventil am vorderen Ende des Zylinders und einmal das Ventil am hinteren Ende. Die Nocken für die Einlass- und Auslassventile sind in getrennten Gruppen angeordnet. Die Füllung wird durch seitliches Verschieben der Nockenwelle eingestellt. An einem Ende der Nockenwelle befinden sich die Nocken für die Vorwärtsstellung mit der größten Füllung, am anderen Ende die Nocken für die Rückwärtsstellung mit der größten Füllung. Dazwischen befinden sich weitere Nocken für die Vorwärtsstellung mit geringerer Füllung. Zwischen den Nocken für Vorwärts- und Rückwärtsfahrt befindet sich die Neutralstellung, die aus einem Ring besteht, der die Ventile offen hält, so dass ein guter Leerlauf erreicht wird. Im Gegensatz zu einer Steuerung mit oszillierender Nockenwelle, die von einer Heusinger-Steuerung angetrieben wird, kann die Füllung bei dieser Steuerung nicht kontinuierlich, sondern nur stufenweise verändert werden, was auch der Nachteil dieser Steuerung war. Beispielsweise konnten im Vorwärtsgang fünf und im Rückwärtsgang zwei verschiedene Füllungen gewählt werden. Die Verstellung der Nockenwelle erfolgte über eine Hülse, die über Zahnstange und Zahnrad vom Führerhaus aus hin und her bewegt werden konnte.

#### Caprotti-Steuerung

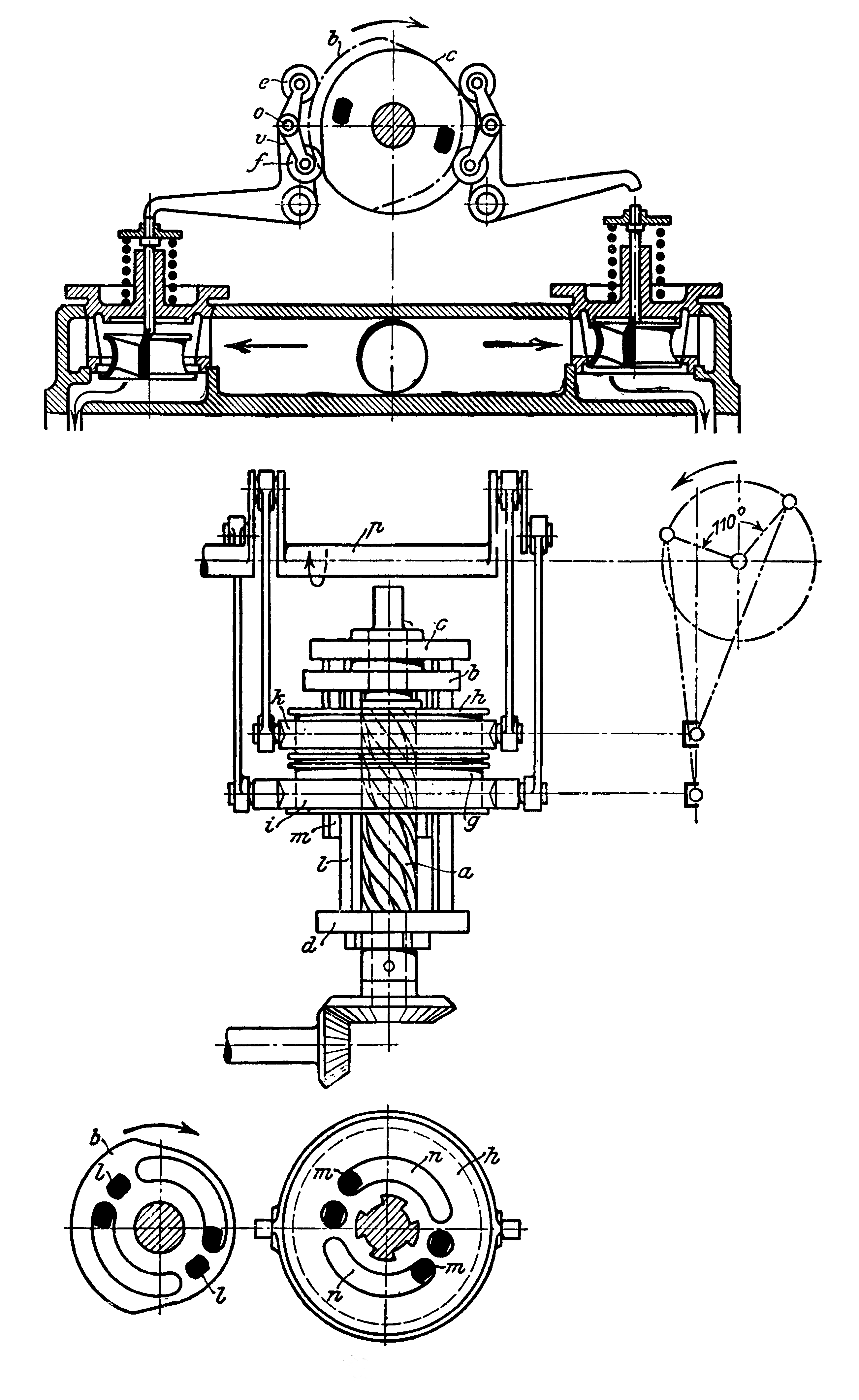
Caprotti-Steuerung

Die von dem italienischen Ingenieur Arturo Caprotti entwickelte und 1922 patentierte Caprotti-Steuerung arbeitet ebenfalls mit einer quer zu den Zylindern angeordneten rotierenden Nockenwelle, ist aber im Gegensatz zur Lentz-Steuerung mit rotierender Nockenwelle stufenlos verstellbar. Sie ist zusammen mit den Kipphebeln zur Betätigung der vertikal angeordneten Ventile in einem geschlossenen Gehäuse untergebracht, das mit den Zylindern verschraubt ist. Die Stößel werden von drei Nocken betätigt: einer für die Auslassventile und zwei für die Einlassventile, von denen einer für den Einlassbeginn und der zweite für das Einlassende verwendet wird. Der Kipphebel zur Betätigung der Einlassventile hat auf der Nockenseite eine Schwinge, deren Enden mit Rollen auf den Nocken aufliegen und deren Mitte mit dem Kipphebel verbunden ist. Die Schwinge hat die Funktion einer mechanischen UND-Verknüpfung, da das Einlassventil nur geöffnet wird, wenn beide Nocken gemeinsam gegen die Rollen drücken. Der Einlasszeitpunkt und die Füllung werden durch Verdrehen der Nocken der Einlassventile auf der Nockenwelle gesteuert. Zu diesem Zweck ist die Nockenwelle mit einem steilen Gewinde versehen, in das Scheiben eingreifen, die wiederum über Stangen mit den auf der Welle drehbar gelagerten Nocken der Einlassventile verbunden sind. Über ein Zahnstangengetriebe werden die Scheiben mit der Steuerstange auf der Welle hin- und herbewegt, so dass sich die Nocken der Einlassventile je nach Stellung der Scheiben verdrehen und die Füllung bestimmen.  

## Äußere Steuerung

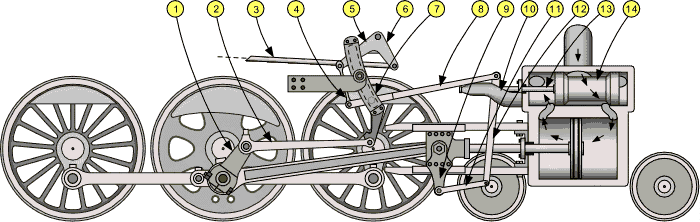
Komponenten einer Heusinger- oder Walschaerts-Steuerung:
1 - Gegenkurbel, 2 - Schwingenstange, 3 - Steuerstange, 4 - Hängeeisen, 5 - Aufwerfhebel, 6 - Steuerstangenhebel, 7 - Schwinge, 8 - Schieberschubstange, 9 - Lenkeransatz am Kreuzkopf, 10 - Schieberstangenführung, 11 - Lenkerstange, 12 - Voreilhebel, 13 - Schieberstange, 14 - Kolbenschieber

Wechsel von Vorwärts- nach Rückwärtsfahrt.

Als äußere Steuerung bezeichnet man alle mechanischen Antriebsorgane wie Hebel, Kurbeln, Exzenter oder andere Übertragungselemente, die die Bauteile der inneren Steuerung bewegen. Die Ansteuerung wird dabei direkt von der Bewegung des zu steuernden Dampfmaschinenkolbens abgeleitet. Durch veränderliche Hebelübersetzungen können der Hub des Schiebers und somit der Füllungsgrad und sogar die Drehrichtung der Dampfmaschine verändert werden. Dabei spricht man dann von einer Kulissensteuerung. Ventilsteuerungen werden durch verstell- oder verschiebbare Nocken oder Nockenwellen reguliert.
Bevor umstellbare und regelbare Steuerungen entwickelt wurden, konnte die Dampflokomotive nur mit dem Dampfregler gesteuert werden; für die Umkehr der Fahrtrichtung mussten Teile des Triebwerks in aufwendiger „Handarbeit“ umgestellt werden, wie aus der Beschreibung der von Robert Stephenson 1831 gebauten Lokomotive John Bull ersichtlich wird.
Da der prinzipielle Aufbau der äußeren Steuerung unabhängig von der inneren Steuerung ist, werden Steuerungsbauarten nach dem Aufbau der äußeren Steuerung benannt.

## Steuerungsbauarten
Einige Bauarten von Dampfsteuerungen sind:
- Stephenson-Steuerung von Robert Stephenson (Großbritannien, erste Hälfte des 19. Jahrhunderts)
- Hackworth-Steuerung von Timothy Hackworth (Großbritannien, erste Hälfte des 19. Jahrhunderts)
- Steuerung von William T. James an einer Lokomotive der Baltimore and Ohio Railroad, (USA, 1832)
- Gooch-Steuerung von Daniel Gooch (Großbritannien, 1843)
- Allan- oder Tricksteuerung, von Josef Trick (Deutschland, Mitte des 19. Jahrhunderts)
- Heusinger-Steuerung (engl. 'Walschaerts gear') von Egide Walschaerts (Belgien, 1844) bzw. Edmund Heusinger von Waldegg (Deutschland, 1849)
- Joysteuerung von David Joy (Großbritannien, 1879)
- Gölsdorf’sche Winkelhebelsteuerung (Österreich, Ende des 19. Jahrhunderts)
- Baker-Steuerung (USA, 1903)
- Caprotti-Ventilsteuerung von Arturo Caprotti (Antrieb über rotierende Wellen, Italien, 1921)
- Gresley-Steuerung von Nigel Gresley (Großbritannien, erste Hälfte des 20. Jahrhunderts)
- O&K-Patentsteuerung (Deutschland, erste Hälfte des 20. Jahrhunderts)

## Steuerungsanordnungen
Im Dampflokomotivbau wird bezüglich der Anordnung zwischen Innensteuerung und Außensteuerung unterschieden.
Als Innensteuerung wird bezeichnet, dass das Steuerungsgestänge mitsamt den Schieberkästen sich im Innenbereich zwischen den Treibrädern befindet wie beispielsweise bei der Preußische G 3. Fallweise kann sich auch die Treibgestänge-Anordnung in diesem Bereich befinden. Häufig, aber nicht zwangsläufig ist damit auch eine Außenrahmen-Bauweise verbunden, die genügend Platz für die Innensteuerung belässt, wie beispielsweise bei der MÁV IIIe.
Als Außensteuerung wird bezeichnet, dass das Steuerungsgestänge mitsamt den Schieberkästen sich außen neben den Treibrädern befindet. Meist sind dabei die Zylinder und das gesamte Treibgestänge auch außen angeordnet, wie die obigen Steuerungsbilder es zeigen.  Fallweise können sich aber auch die Zylinder und Treibstangen im Innenbereich befinden, während die Kuppelstangen außen platziert sind, siehe beispielsweise die kkStB 9.